# NDM-1

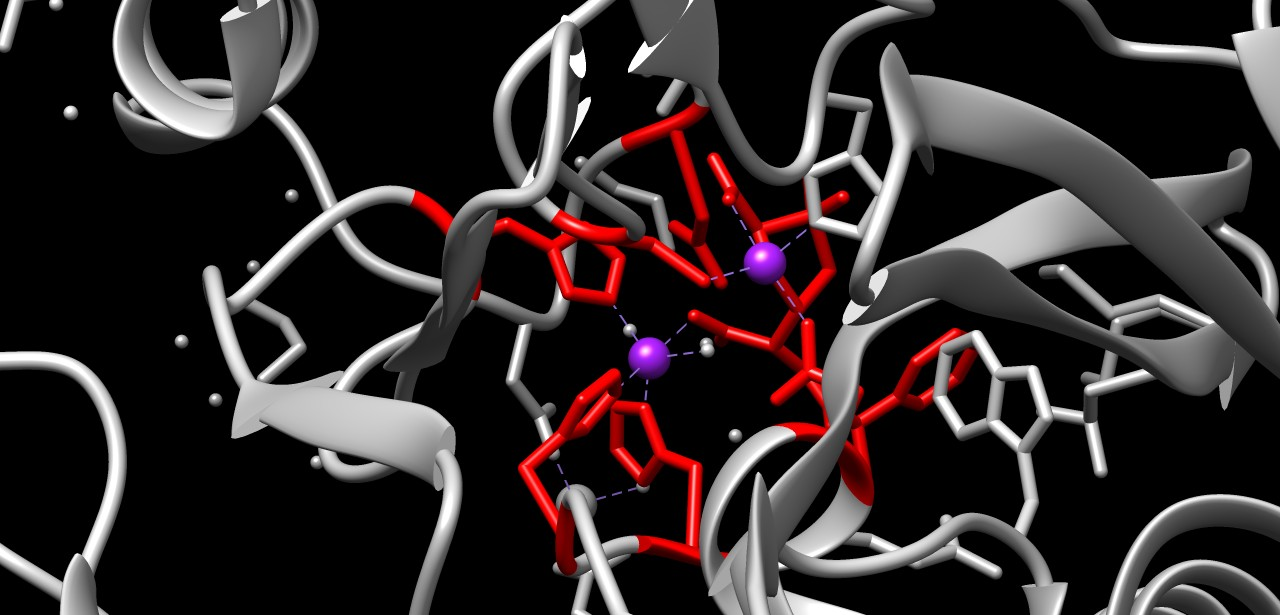
NDM-1

La NDM-1 (New Delhi metallo-beta-lactamase) es un tipo de enzima que hace, a las bacterias que la poseen, resistentes a un gran número de antibióticos betalactámicos. Entre ellos se encuentran los de la familia carbapenem, principal arma frente a las cepas bacterianas resistentes a los antibióticos. Está codificada por el gen NMD-1, miembro de una gran familia de genes codificadores de las betalactamasas carbapenemasas. Las bacterias con este gen son muy peligrosas, ya que pueden causar enfermedades de difícil tratamiento, precisamente por su resistencia a los antibióticos.
Esta enzima fue identificada por primera vez en diciembre de 2009 en un paciente sueco hospitalizado en Nueva Delhi infectado por Klebsiella pneumoniae. El descubridor fue el equipo del profesor Timothy Walsh, de la Universidad de Cardiff. Más tarde se detectó también en bacterias de Pakistán, Reino Unido, Estados Unidos y Canadá. Se suele encontrar esta enzima en bacterias Gram negativas como la mencionada Klebsiella pneumoniae y Escherichia coli, aunque puede llegar a otras cepas por transferencia horizontal de genes.